# Hebron (Texas)
Hebron város az USA Texas államában, Collin és Denton megyében. Lakosainak száma 803 fő (2020. április 1.).

## Népesség
A település népességének változása:

| 2010 | 415 |
| 2020 | 803 |